# Parque del Montnegre y el Corredor
El Parque del Montnegre y el Corredor (en catalán, y de forma oficial, Parc del Montnegre i el Corredor) es un espacio natural protegido español situado en el macizo del Montnegre en la provincia de Barcelona, Cataluña. Forma parte de la Red de Parques Naturales gestionados por la Diputación de Barcelona. Está amparado legalmente por un plan especial de protección del medio físico y el paisaje, aprobado el 20 de julio de 1989.

## Situación
El Parque del Montnegre y el Corredor, situado en la cordillera Litoral catalana, entre las comarcas del Maresme y el Vallés Oriental, tiene una extensión aproximada de 15.000 ha. Las rieras de Vallgorguina y de Arenys determinan la división entre los macizos del Corredor y del Montnegre, que tienen sus puntos culminantes en el santuario del Corredor, a 633 m de altitud, y en el Turó Gros (Cerro Grande), a 760 m.
El Mediterráneo y la depresión vallesana la limitan longitudinalmente, y la riera de Argentona y de Tordera lo hace transversalmente.
Los macizos del Montnegre y el Corredor son dos unidades de relieve bien definidas, que forman parte de la sierra litoral y de la depresión del Vallés y la Selva.
Las poblaciones más vinculadas del macizo del Montnegre y el Corredor son:
- Arenys de Munt
- Dosríus
- Fogás de Tordera
- Llinars del Vallés
- Mataró
- Palafolls
- Pineda de Mar
- San Cipriano de Vallalta
- San Celoni
- San Acisclo de Vallalta
- Tordera
- Vallgorguina
- Villalba Saserra

Se puede acceder por carretera a través de la AP-7, la C-60 y la C-32. En tren a las estaciones de Renfe de las líneas R1 y RG1: Mataró, San Andrés de Llavaneras, Caldetas, Arenys de Mar, Canet de Mar, San Pol de Mar, Calella, Pineda de Mar; Línea R2: Llinars del Vallés, Santa María de Palautordera, San Celoni, Gualba, Riells y Breda y R11 en estas tres últimas paradas.

## Geografía
El sustrato geológico de los dos conjuntos montañosos que componen el parque es básicamente el mismo: zócalo granítico atravesado por rocas filonianas y masa pizarrosa más resistente a la erosión, que destaca en la parte alta del Montnegre. El granito, por efecto de la erosión, se disgrega y forma el típico sauló. En algunos sitios, la meteorización de los planos de fractura de esa roca da lugar a grandes bolas de piedra, que forman un paisaje característico llamado “caos de bolas”. Tras los últimos movimientos tectónicos y los procesos erosivos modeladores del paisaje, el relieve se estructuró en numerosas crestas y fondos de valle, abruptas en el Montnegre, suaves y redondas en el Corredor.
El clima es típico de la encrucijada biogeográfica del ángulo nordeste de Cataluña: influencias mediterráneas claras matizadas por apreciables preciptiaciones estivales y episodios puntuales de frío riguroso en invierno. En Vallgorguina se han llegado a alcanzar los -17º durante la ola de frío de enero de 1985 y cada año sin excepción se registran al menos 30 mínimas bajo cero. La pluviosidad alcanza los casi 1000 mm. en la vertiente del nordeste con una buena distribución anual y una sequía estival muy poco pronunciada. Es por esto que se encuentran incluso pies de un hayedo relicto y la vegetación clímax a partir de los 500 metros de altura está básicamente compuesta de robledades medioeuropeos. Singular importancia tienen los episodios de 'riadas' entre agosto y diciembre, en los cuales no es extraño registrar con temporales de levante registros horarios y diarios de gran intensidad.

## Vegetación
La situación geográfica condiciona el clima y la vegetación que cubre estas sierras. La proximidad del mar, que da cierto grado suplementario de humedad ambiental, especialmente en verano, y el contraste térmico entre las vertientes umbrías y las solanas causan el enriquecimiento de la flora con especies más propias de los climas atlánticos y continentales.
Los alcornocales, encinares y pinares de pino piñonero, característicos del clima mediterráneo, son mayoritarios.
Sin embargo, a causa del mencionado incremento de humedad en algunas zonas, no faltan robledales, castañares y alisedas o incluso hayas y abedules en las partes altas y umbrías del parque.
En las zonas más bajas de la sierra se observan matorrales y herbazales, comunidades vegetales que poco a poco van colonizando antiguas tierras de cultivo abandonadas.

## Fauna
La variedad de ambientes (bosques mediterráneos y centroeuropeos, de ribera, pinares, zonas abiertas y de cultivo) propicia el hecho de que la población animal sea diversa y abundante. Hay especies de bosque mediterráneas como la jineta, el lirón común, la ardilla, el azor, el pito real, el arrendajo o la culebra de escalera; y animales propios de ambientes centroeuropeos: la garduña, el topillo rojo, la becada y el sapo partero. 
Las zonas abiertas son especialmente ricas en fauna. Miles de insectos y de otros invertebrados, reptiles, pájaros de toda clase y pequeños mamíferos viven entre la maleza. Estas áreas son importantes para los depredadores (águila culebrera, ratonero, zorro, culebra bastarda y lagarto verde), dado que encuentran los elementos básicos de su alimentación.
En el parque podremos observar una gran variedad de anfibios como la salamandra, el sapillo pintojo Mediterráneo o el sapo común entre otros. Si tenemos paciencia podremos ver a los grandes mamíferos del parque, el zorro, el jabalí, el tejón, el corzo e incluso se han dado avistamientos de caballos salvajes.
Hay que destacar también que la situación especial de las sierras de marina, paralelas al mar y alineadas con las rutas migratorias de las aves, las hace muy interesantes como punto de observación del cambio de estaciones, por ejemplo, el paso a la primavera y al otoño.

## Paisaje
El Montnegre y el Corredor constituyen un conjunto montañoso compacto y continuo de relieve más bien suave con un paisaje remodelado por la actividad humana y cubierto de bosques mediterráneos exuberantes. Los dos macizos son, sin embargo, muy diferentes. El Montnegre, mayor y más abrupto, es también más salvaje e impenetrable. El Corredor, en cambio, muestra un relieve más amable y suave, de formas redondeadas por la erosión que han favorecido la ocupación agrícola de, incluso, sus áreas centrales. Más del 95 % de la superficie del parque es de carácter forestal. 

## Historia y ocupación humana
El hombre se estableció en estas sierras desde tiempos muy antiguos. La excepcional situación geográfica y la riqueza de los recursos naturales fueron apreciadas ya en las postrimerías del Neolítico, como lo evidencian los dólmenes de Pedra Gentil y el de Pedra Arca.
Los pueblos íberos, concretamente los layetanos, se instalaron en las zonas de altura media, como el Turó del Vent y el Puig del Castell, donde se observan los restos de sus asentamientos. La ocupación romana los obligó a bajar a los llanos, donde aparecieron numerosas villas agrícolas.
En tiempos medievales, la población se agrupó en pequeños núcleos, más abundantes en las zonas bajas que en las altas. La importancia de la religión en esa época se hace patente en los numerosos edificios religiosos diseminados por el parque.
La colonización agrícola posterior se refleja en las más de doscientas masías, que se hallan allí, entre las cuales sobresalen Can Pradell de la Serra, Can Bosch y Ca l’Oller de Fuirosos, como también en un paisaje que es el resultado de la alternancia de bosques y de cultivos y en el que la actividad del hombre a lo largo de la historia tiene, en consecuencia, una importancia capital.
Actualmente, el proceso de recesión de la actividad agraria, iniciado a fines de los años cincuenta, ha hecho desaparecer prácticamente el uso agrícola de las masías, que se van reconvirtiendo y se destinan a otras actividades.

## Actividades y programas

### Programa Vive el parque
"Vive el parque” es un programa coorganizado por el Área de Espacios Naturales e Infraestructura Verde de la Diputación de Barcelona con la colaboración de los ayuntamientos del ámbito de cada parque.
El programa ofrece una serie de actividades plásticas, escénicas, musicales, literarias, folclóricas y de difusión del patrimonio natural y cultural que se llevan a cabo, durante un determinado periodo del año, tanto en el interior de los parques como en los municipios que tienen su término municipal dentro de los límites del espacio protegido.
El programa incluye en cada edición un apartado específico, dirigido a los escolares de los municipios del parque.
El programa "Vive el parque” del Montnegre y el Corredor tiene lugar durante los meses de septiembre y diciembre.

### Programa escolar ‘Conozcamos nuestros parques’
“Conozcamos nuestros parques" es un programa de educación ambiental destinado a promover el conocimiento de los espacios naturales entre los docentes y los escolares de la provincia de Barcelona. La participación en la actividad es totalmente gratuita. El programa es una iniciativa del Área de Espacios Naturales de la Diputación de Barcelona en colaboración con los ayuntamientos que participan.
La actividad se dirige específicamente al sexto nivel de la educación primaria y consta de dos fases durante dos días diferentes: una sesión de trabajo en la escuela y una visita al parque. Los espacios naturales que se visitan son el parque natural del Montseny, el parque natural de San Lorenzo del Munt y del Obac, el Parque del Montnegre y el Corredor, el Parque del Garraf y el Espacio Natural de les Guilleries-Savassona.
La filosofía del programa es sensibilizar a los participantes sobre el valor social y ecológico de los espacios naturales, en los cuales se lleva a cabo una gestión activa de conservación que busca el equilibrio entre el mantenimiento de los ecosistemas, el desarrollo socioeconómico de la población y el uso público del espacio.

## Enlaces recomendados
- Wikimedia Commons alberga una categoría multimedia sobre Parque del Montnegre y el Corredor.
- Red de Espacios Naturales de la Diputación de Barcelona
- Asociación de propietarios del Montnegre y el Corredor
- Revista del Parque del Montnegre y el Corredor Archivado el 12 de enero de 2012 en Wayback Machine.

- Datos: Q3324705
- Multimedia: Serres de Montnegre-el Corredor / Q3324705